# Gymnastik under sommer-OL 2016 – Ringe (herrer)
Mændenes øvelser i ringe under sommer-OL 2016 i Rio de Janeiro fandt sted den 15. august 2016 på HSBC Arena.
Medaljerne blev overrakt af Bernard Rajzman, IOC medlem, Brasilien og Wolfgang William, FIG eksekutivkomité medlem.